# 伏見長景
伏見 長景（ふしみ ながかげ、永禄8年（1565年） - 万治元年11月7日（1658年12月1日））は安土桃山時代の武将、江戸時代の旗本。通称は金右衛門、初名は高景、後に景綱。
野呂正景の次男、母は北畠具教の娘。伏見長政の娘を妻として、その養子となる。子に伏見為景、伏見景継、伏見為則室、野呂宗景室、養子に伏見為則（津戸為次次男）がいる。
文禄4年（1595年）に初めて徳川家康に拝謁。関ヶ原の戦い・大坂の陣にも供奉する。
元和5年（1619年）より徳川忠長の家臣となるが、忠長の改易の後に一旦処士となり、寛永11年（1634年）より徳川家光に仕えて大番に列する。寛永12年（1635年）12月13日、甲斐国巨摩郡で200石を与えられる。その後、大番を辞して小普請となる。万治元年（1658年）、94歳で死去。法名は日鑑。現・東京都新宿区喜久井町の感通寺に葬られた。